# YBX1
YBX1 (англ. Y-box binding protein 1) – білок, який кодується однойменним геном, розташованим у людей на короткому плечі 1-ї хромосоми.  Довжина поліпептидного ланцюга білка становить 324 амінокислот, а молекулярна маса — 35 924.
| 10         |  | 20         |  | 30         |  | 40         |  | 50         |
| ---------- |  | ---------- |  | ---------- |  | ---------- |  | ---------- |
| MSSEAETQQP |  | PAAPPAAPAL |  | SAADTKPGTT |  | GSGAGSGGPG |  | GLTSAAPAGG |
| DKKVIATKVL |  | GTVKWFNVRN |  | GYGFINRNDT |  | KEDVFVHQTA |  | IKKNNPRKYL |
| RSVGDGETVE |  | FDVVEGEKGA |  | EAANVTGPGG |  | VPVQGSKYAA |  | DRNHYRRYPR |
| RRGPPRNYQQ |  | NYQNSESGEK |  | NEGSESAPEG |  | QAQQRRPYRR |  | RRFPPYYMRR |
| PYGRRPQYSN |  | PPVQGEVMEG |  | ADNQGAGEQG |  | RPVRQNMYRG |  | YRPRFRRGPP |
| RQRQPREDGN |  | EEDKENQGDE |  | TQGQQPPQRR |  | YRRNFNYRRR |  | RPENPKPQDG |
| KETKAADPPA |  | ENSSAPEAEQ |  | GGAE       |  |            |  |            |

A: Аланін

D: Аспарагінова кислота

E: Глутамінова кислота

F: Фенілаланін

G: Гліцин

H: Гістидин

I: Ізолейцин

K: Лізин

L: Лейцин

M: Метіонін

N: Аспарагін

P: Пролін

Q: Глутамін

R: Аргінін

S: Серин

T: Треонін

V: Валін

W: Триптофан

Кодований геном білок за функціями належить до репресорів, активаторів, мітогенів. 
Задіяний у таких біологічних процесах як процесінг мРНК, сплайсінг мРНК, транскрипція, регуляція транскрипції. 
Білок має сайт для зв'язування з ДНК, РНК. 
Локалізований у цитоплазмі, ядрі.
Також секретований назовні.